# Investimenti stranieri nella Repubblica Popolare Cinese
Gli Investimenti stranieri nella Repubblica Popolare Cinese sono tutti quei tipi di partecipazione economica di soggetti esteri allo Stato ed i privati cinesi. Vengono considerati cittadini esteri anche cinesi non residenti in Cina e gli abitanti di Macao, Hong Kong e Taiwan.
Fino agli '80 questo tipo di attività economica era impensabile all'interno della Cina in quanto l'economia nazionale era fortemente statalizzata e chiusa verso l'esterno. A seguito della teoria del socialismo con caratteristiche cinesi di Deng Xiaoping c'è stata una sensibile e costante apertura della Cina nei confronti dei mercati esteri, culminato con l'ingresso della stessa al WTO, e degli investitori esteri nei mercati interni.
A causa dell'evoluzione storico-politica cinese tuttavia questo fenomeno è molto complesso e particolare. Oltre alle continue ingerenze del potere pubblico sotto forma di controlli e autorizzazioni, salvo in un caso ogni investitore straniero dovrà comunque cercare un partner cinese e molte volte anche una società cinese sponsor per ottenere delle autorizzazioni.

## Tipologie

### Joint-venture
La Joint-venture è entrata regolarmente nel panorama degli investimenti esteri nel mercato cinese ed è stata la prima a comparire nel 1979. Il legislatore cinese ha fatto innanzitutto la distinzione tra Equity JV e Cooperative JV. Il secondo tipo è più elastico in termini di capitale da versare e di quote sociali. La Equity JV ha requisiti molto ferrei come il termine massimo di membri, massimo 50, e le quote minime massime per l'investitore straniero, rispettivamente 25% e 50% (anche se la massima non è sempre prevista).
La CJV, più flessibile ma meno diffusa, può essere pura ed ibrida: nel secondo caso sia avvicina ad una EJV in quanto ha il capitale sociale limitato e deve avere autonomia patrimoniale perfetta.

### Wholly Foreign Owned Enterpries
La WFOE è l'unico tipo di società prevista dall'ordinamento cinese che può operare nel mercato e nel territorio della Cina senza avere un partner cinese. Il capitale è, ovviamente, totalmente straniero e, a causa della sua composizione totalmente straniera, la società può operare solo in settori del mercato previsti dalla legge. Può avere un amministratore unico al contrario delle altre figure.